# Saint-Drézéry
Ne doit pas être confondu avec Saint-Dézéry ou Saint-Dézery.
Saint-Drézéry est une commune française située dans le nord-est du département de l'Hérault, en région Occitanie. Jusqu'au XXe siècle, la commune s'appelait Saint-Drézéry de Courbessac.

## Géographie
Saint-Drézéry est une commune rurale qui compte 2 952 habitants en 2022, après avoir connu une forte hausse de la population depuis 1962. Elle est dans l'unité urbaine de Saint-Drézéry et fait partie de l'aire d'attraction de Montpellier. Ses habitants sont appelés les Saint-Drézériens et Saint-Drézériennes.

### Communes limitrophes
Les communes limitrophes sont  Beaulieu, Castries, Montaud, Saint-Jean-de-Cornies et Sussargues.
| Montaud   |               | Saint-Jean-de-Cornies |
| Guzargues | Saint-Drézéry | Beaulieu              |
| Teyran    | Castries      | Sussargues            |

### Climat
Le climat qui caractérise la commune est qualifié, en 2010, de « climat méditerranéen franc », selon la typologie des climats de la France qui compte alors huit grands types de climats en métropole. En 2020, la commune ressort du type « climat méditerranéen » dans la classification établie par Météo-France, qui ne compte désormais, en première approche, que cinq grands types de climats en métropole. Pour ce type de climat, les hivers sont doux et les étés chauds, avec un ensoleillement important et des vents violents fréquents.
Exposée à un climat méditerranéen, elle est drainée par le Bérange, le Valentibus et par divers autres petits cours d'eau. La commune possède un patrimoine naturel remarquable composé d'une zone naturelle d'intérêt écologique, faunistique et floristique.
Les paramètres climatiques qui ont permis d’établir la typologie de 2010 comportent six variables pour les températures et huit pour les précipitations, dont les valeurs correspondent à la normale 1971-2000. Les sept principales variables caractérisant la commune sont présentées dans l'encadré suivant.
| Paramètres climatiques communaux sur la période 1971-2000 - Moyenne annuelle de température : 14,1 °C - Nombre de jours avec une température inférieure à −5 °C : 2,2 j - Nombre de jours avec une température supérieure à 30 °C : 17,6 j - Amplitude thermique annuelle : 17 °C - Cumuls annuels de précipitation : 808 mm - Nombre de jours de précipitation en janvier : 6,7 j - Nombre de jours de précipitation en juillet : 2,9 j |

Avec le changement climatique, ces variables ont évolué. Une étude réalisée en 2014 par la Direction générale de l'Énergie et du Climat complétée par des études régionales prévoit en effet que la  température moyenne devrait croître et la pluviométrie moyenne baisser, avec toutefois de fortes variations régionales. La station météorologique de Météo-France installée sur la commune et mise en service en 1980 permet de connaître en continu l'évolution des indicateurs météorologiques. Le tableau détaillé pour la période 1981-2010 est présenté ci-après.
| Mois                                  | jan.             | fév.             | mars          | avril         | mai          | juin          | jui.          | août           | sep.         | oct.            | nov.            | déc.          | année      |
| ------------------------------------- | ---------------- | ---------------- | ------------- | ------------- | ------------ | ------------- | ------------- | -------------- | ------------ | --------------- | --------------- | ------------- | ---------- |
| Température minimale moyenne (°C)     | 1,7              | 1,7              | 4,4           | 7             | 10,8         | 14,2          | 16,7          | 16,5           | 13           | 10,3            | 5,3             | 2,5           | 8,7        |
| Température moyenne (°C)              | 6,3              | 6,9              | 10,1          | 12,7          | 16,6         | 20,7          | 23,7          | 23,3           | 19,2         | 15,1            | 9,7             | 6,8           | 14,3       |
| Température maximale moyenne (°C)     | 10,8             | 12,1             | 15,8          | 18,3          | 22,4         | 27,3          | 30,8          | 30,1           | 25,3         | 19,9            | 14,2            | 11,1          | 19,9       |
| Record de froid (°C) date du record   | −12,6 09.01.1985 | −10,2 14.02.1999 | −10 02.03.05  | −3 14.04.1998 | 2,5 01.05.04 | 6 03.06.06    | 9 17.07.00    | 8,5 30.08.1993 | 4,2 16.09.08 | −2 25.10.03     | −8 24.11.1998   | −11 20.12.09  | −12,6 1985 |
| Record de chaleur (°C) date du record | 22 28.01.02      | 23,4 28.02.19    | 28,5 21.03.02 | 30 25.04.02   | 36 29.05.01  | 43,9 28.06.19 | 39,5 23.07.06 | 40 26.08.07    | 36 04.09.04  | 31,5 02.10.1997 | 23,2 01.11.1981 | 20,5 06.12.01 | 43,9 2019  |
| Précipitations (mm)                   | 62,2             | 57,1             | 39,9          | 64,3          | 54,6         | 34,5          | 20,2          | 39,1           | 108,8        | 119,7           | 85,8            | 82,2          | 768,4      |

### Milieux naturels et biodiversité

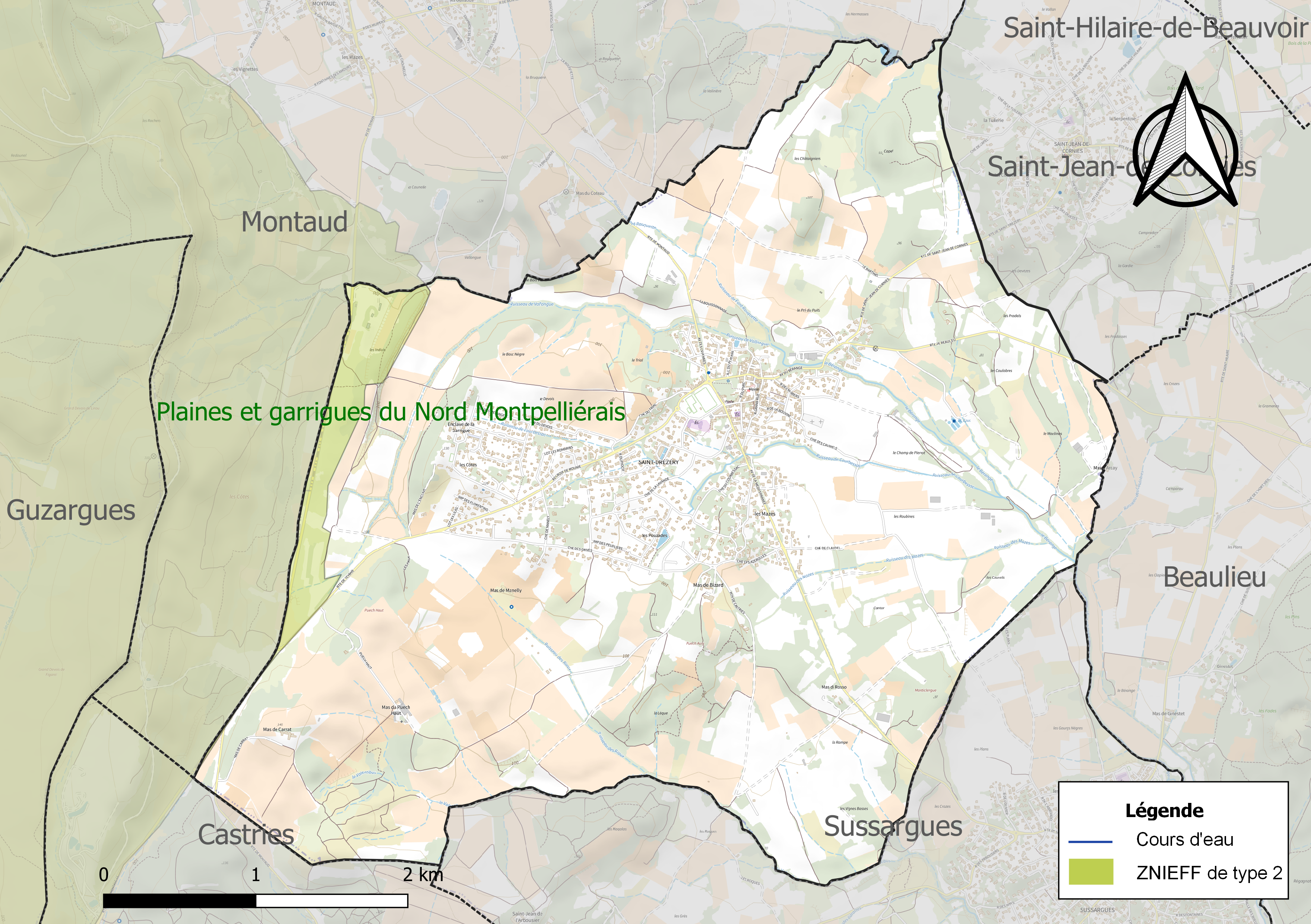
Carte de la ZNIEFF de type 2 localisée sur la commune.

L’inventaire des zones naturelles d'intérêt écologique, faunistique et floristique (ZNIEFF) a pour objectif de réaliser une couverture des zones les plus intéressantes sur le plan écologique, essentiellement dans la perspective d’améliorer la connaissance du patrimoine naturel national et de fournir aux différents décideurs un outil d’aide à la prise en compte de l’environnement dans l’aménagement du territoire.
Une ZNIEFF de type 2 est recensée sur la commune :
les « plaines et garrigues du Nord Montpelliérais » (13 097 ha), couvrant 25 communes dont six dans le Gard et 19 dans l'Hérault.

## Urbanisme

### Typologie
Au 1er janvier 2024, Saint-Drézéry est catégorisée bourg rural, selon la nouvelle grille communale de densité à sept niveaux définie par l'Insee en 2022.
Elle appartient à l'unité urbaine de Saint-Drézéry, une unité urbaine monocommunale constituant une ville isolée,. Par ailleurs la commune fait partie de l'aire d'attraction de Montpellier, dont elle est une commune de la couronne,. Cette aire, qui regroupe 161 communes, est catégorisée dans les aires de 700 000 habitants ou plus (hors Paris),.

### Occupation des sols
L'occupation des sols de la commune, telle qu'elle ressort de la base de données européenne d’occupation biophysique des sols Corine Land Cover (CLC), est marquée par l'importance des territoires agricoles (81,6 % en 2018), en diminution par rapport à 1990 (84,9 %). La répartition détaillée en 2018 est la suivante : 
cultures permanentes (63,8 %), zones agricoles hétérogènes (17,7 %), zones urbanisées (14,2 %), milieux à végétation arbustive et/ou herbacée (3,7 %), forêts (0,5 %). L'évolution de l’occupation des sols de la commune et de ses infrastructures peut être observée sur les différentes représentations cartographiques du territoire : la carte de Cassini (XVIIIe siècle), la carte d'état-major (1820-1866) et les cartes ou photos aériennes de l'IGN pour la période actuelle (1950 à aujourd'hui).

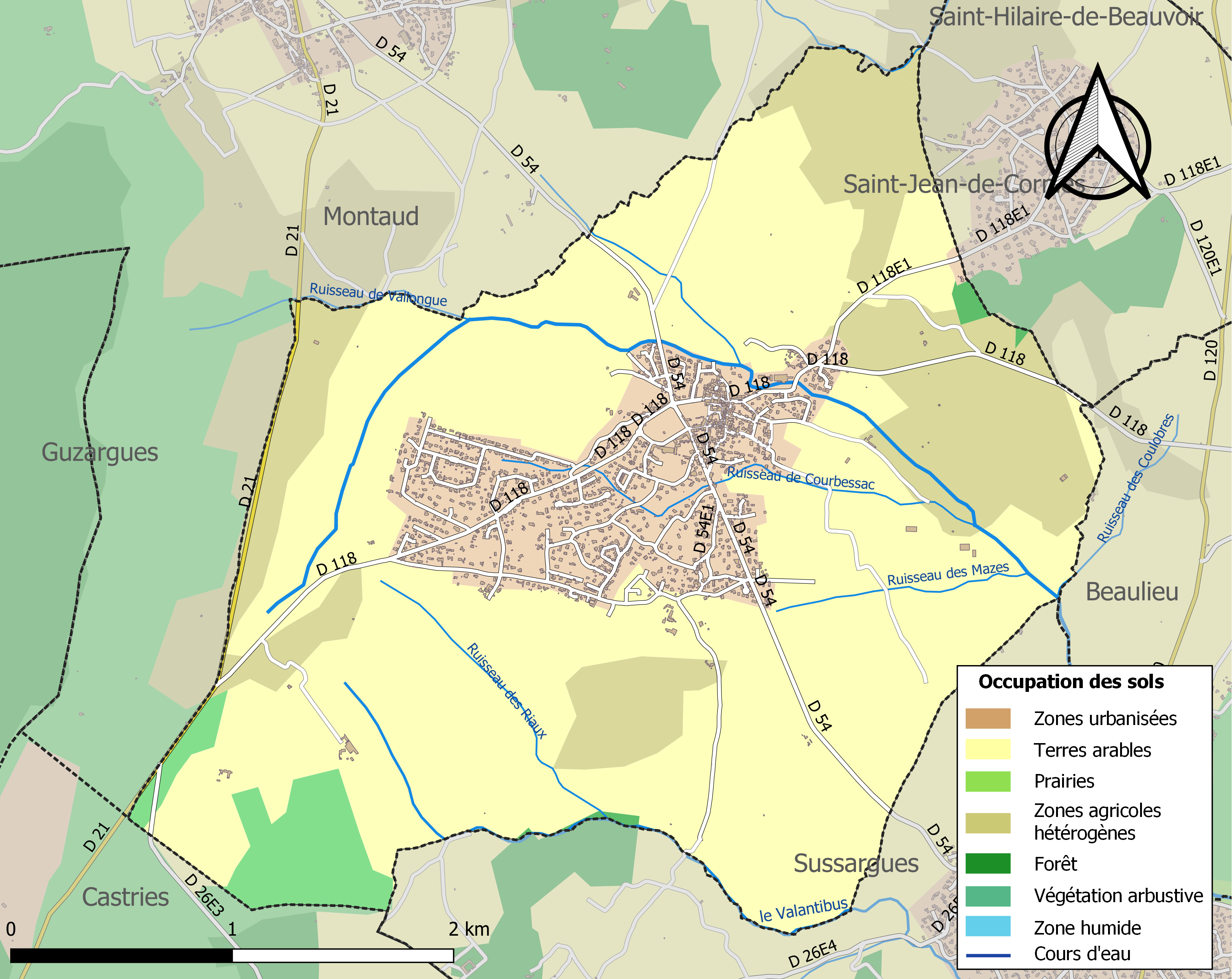
Carte des infrastructures et de l'occupation des sols de la commune en 2018 (CLC).

### Risques majeurs
Le territoire de la commune de Saint-Drézéry est vulnérable à différents aléas naturels : météorologiques (tempête, orage, neige, grand froid, canicule ou sécheresse), inondations, feux de forêts et séisme (sismicité faible). Il est également exposé à un risque technologique,  le transport de matières dangereuses. Un site publié par le BRGM permet d'évaluer simplement et rapidement les risques d'un bien localisé soit par son adresse soit par le numéro de sa parcelle.

#### Risques naturels
Certaines parties du territoire communal sont susceptibles d’être affectées par le risque d’inondation par débordement de cours d'eau, notamment le Bérange. La commune a été reconnue en état de catastrophe naturelle au titre des dommages causés par les inondations et coulées de boue survenues en 1982, 2003, 2014 et 2015,.
Saint-Drézéry est exposée au risque de feu de forêt. Un plan départemental de protection des forêts contre les incendies (PDPFCI) a été approuvé en juin 2013 et court jusqu'en 2022, où il doit être renouvelé. Les mesures individuelles de prévention contre les incendies sont précisées par deux arrêtés préfectoraux et s’appliquent dans les zones exposées aux incendies de forêt et à moins de 200 mètres de celles-ci. L’arrêté du 25 avril 2002 réglemente l'emploi du feu en interdisant notamment d’apporter du feu, de fumer et de jeter des mégots de cigarette dans les espaces sensibles et sur les voies qui les traversent sous peine de sanctions. L'arrêté du 11 mars 2013 rend le débroussaillement obligatoire, incombant au propriétaire ou ayant droit,.

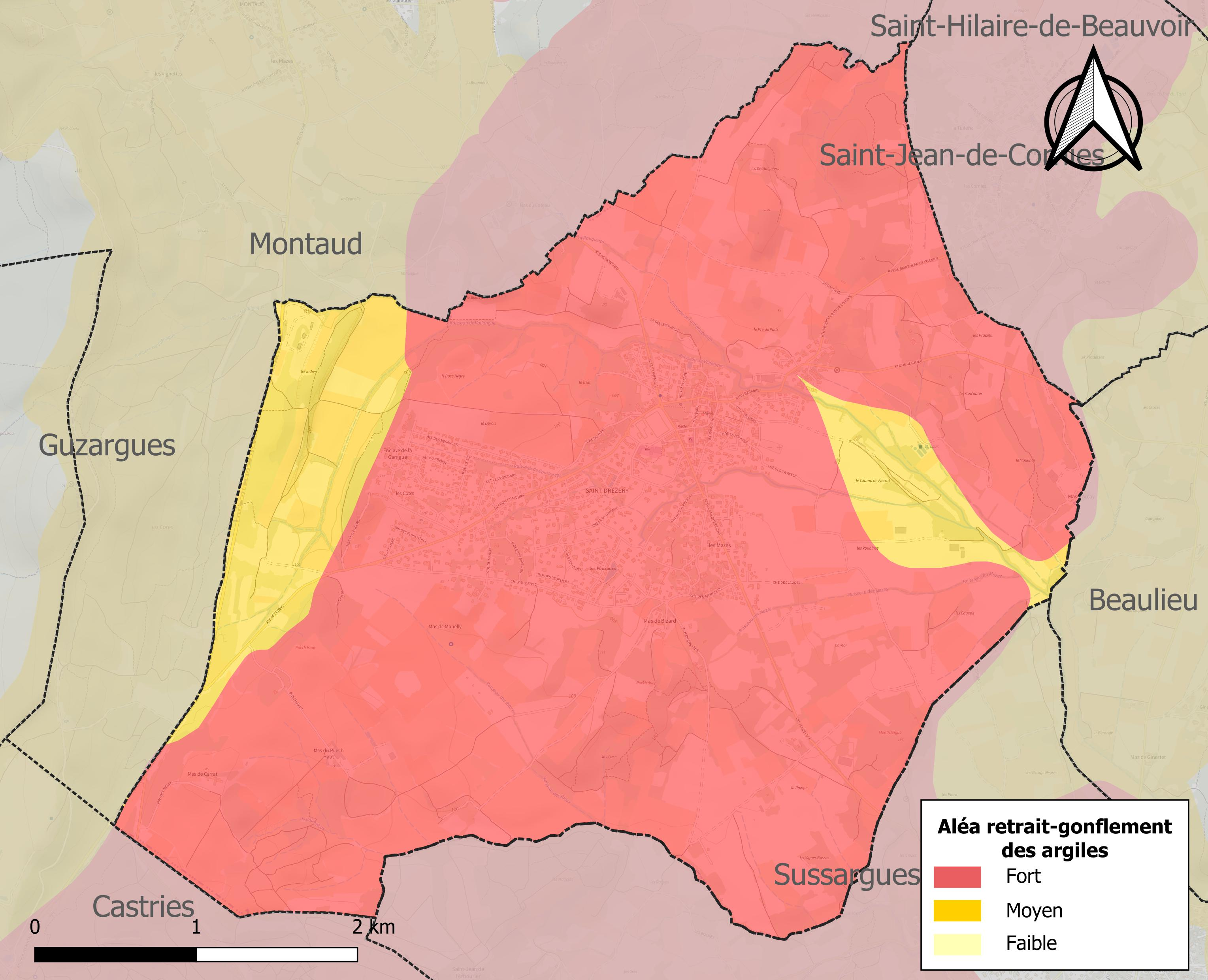
Carte des zones d'aléa retrait-gonflement des sols argileux de Saint-Drézéry.

Le retrait-gonflement des sols argileux est susceptible d'engendrer des dommages importants aux bâtiments en cas d’alternance de périodes de sécheresse et de pluie. La totalité de la commune est en aléa moyen ou fort (59,3 % au niveau départemental et 48,5 % au niveau national). Sur les 867 bâtiments dénombrés sur la commune en 2019, 867 sont en aléa moyen ou fort, soit 100 %, à comparer aux 85 % au niveau départemental et 54 % au niveau national. Une cartographie de l'exposition du territoire national au retrait gonflement des sols argileux est disponible sur le site du BRGM,.
Par ailleurs, afin de mieux appréhender le risque d’affaissement de terrain, l'inventaire national des cavités souterraines permet de localiser celles situées sur la commune.

#### Risques technologiques
Le risque de transport de matières dangereuses sur la commune est lié à sa traversée par des infrastructures routières ou ferroviaires importantes ou la présence d'une canalisation de transport d'hydrocarbures. Un accident se produisant sur de telles infrastructures est susceptible d’avoir des effets graves sur les biens, les personnes ou l'environnement, selon la nature du matériau transporté. Des dispositions d’urbanisme peuvent être préconisées en conséquence.

## Héraldique
| Armes de Saint-Drézéry | Les armes de Saint-Drézéry se blasonnent : « d'argent à un saint Drézéry de gueules tenant une palme de sinople ». |

## Toponymie
Ses habitants sont appelés les Saint-Drézériens.
La commune se nomme en occitan Sant Dreseri.

## Histoire
Propriété de l'évêché de Maguelone au Moyen Âge, le prieuré de Saint-Drézéry est un petit hameau qui grandit lentement. À la fin du XVIe siècle, il ne compte que 25 feux, soit quelques dizaines d'habitants.
Au XVIIe siècle, Le domaine de Saint-Drézéry comprend un château transformé en monastère (partiellement détruit par un incendie le 2 août 1790), ainsi que des bâtiments, terres labourables, vignes et bois, appartenant au chapitre de la cathédrale de Montpellier, il est le lieu de villégiature du clergé montpelliérain.
Pendant sa jeunesse, Jean-Jacques-Régis de Cambacérès y séjourne de nombreuses fois en vacances avec son oncle, Étienne-François de Cambacérès, archidiacre de Montpellier. En 1791, le domaine est vendu comme bien national par la municipalité de Montpellier (estimation 22 736 livres 10 sols). Vice-président du conseil municipal, Jean-Jacques-Régis de Cambacérès ne peut se porter acquéreur de Saint-Drézéry, il se sert donc d'un prête-nom pour acheter le domaine. Saint-Drézéry est adjugé 50 100 livres le 4 janvier 1791 au sieur Claris, procureur à Montpellier, qui le revend à Cambacérès le 12 janvier 1791 pour la même somme. À sa mort, Cambacérès lègue le château à la cathédrale de Montpellier.
Au XIXe siècle, la croissance démographique s'accélère et le village, essentiellement agricole (la vigne est la culture principale), s'étend au-delà de son périmètre d'origine.
- Le texte ci-dessus contient des extraits du site d'Emmanuel Prunaux consacré à Jean-Jacques-Régis de Cambacérès

## Politique et administration
| Période | Période  | Identité                    | Étiquette    | Qualité |
| ------- | -------- | --------------------------- | ------------ | ------- |
| 1892    | 1897     | François Caussel            |              |         |
| 1897    | 1897     | Théophile Soulier           |              |         |
| 1897    | 1899     | Polydore Ricome             |              |         |
| 1899    | 1904     | Jacques Durand              |              |         |
| 1904    | 1904     | Louis Caussel               |              |         |
| 1904    | 1919     | Paul Saumade                |              |         |
| 1919    | 1925     | Jean Saumade                |              |         |
| 1925    | 1929     | Jean Berger                 |              |         |
| 1929    | 1935     | Paul Bonbonous              | DVG          |         |
| 1935    | 1944     | Louis Caussel               | DVD          |         |
| 1944    | 1945     | Jacques Ricard              | PCF          |         |
| 1945    | 1971     | Adrien Cardonnet            | UDR          |         |
| 1971    | 1995     | Gaston Sueur                | UDR puis RPR |         |
| 1995    | 1999     | Yvon Berger                 | RPR          |         |
| 1999    | 2008     | Michèle Déplanques          | DVD          |         |
| 2008    | En cours | Jacqueline Galabrun-Boulbes | DVD          |         |

## Démographie
L'évolution du nombre d'habitants est connue à travers les recensements de la population effectués dans la commune depuis 1793. Pour les communes de moins de 10 000 habitants, une enquête de recensement portant sur toute la population est réalisée tous les cinq ans, les populations de référence des années intermédiaires étant quant à elles estimées par interpolation ou extrapolation. Pour la commune, le premier recensement exhaustif entrant dans le cadre du nouveau dispositif a été réalisé en 2005.

En 2022, la commune comptait 2 952 habitants, en évolution de +20,44 % par rapport à 2016 (Hérault : +7,49 %, France hors Mayotte : +2,11 %).
| 1793 | 1800 | 1806 | 1821 | 1831 | 1836 | 1841 | 1846 | 1851 |
| ---- | ---- | ---- | ---- | ---- | ---- | ---- | ---- | ---- |
| 247  | 191  | 301  | 311  | 320  | 346  | 352  | 347  | 374  |

| 1856 | 1861 | 1866 | 1872 | 1876 | 1881 | 1886 | 1891 | 1896 |
| ---- | ---- | ---- | ---- | ---- | ---- | ---- | ---- | ---- |
| 401  | 467  | 535  | 587  | 502  | 503  | 505  | 510  | 556  |

| 1901 | 1906 | 1911 | 1921 | 1926 | 1931 | 1936 | 1946 | 1954 |
| ---- | ---- | ---- | ---- | ---- | ---- | ---- | ---- | ---- |
| 575  | 592  | 602  | 597  | 649  | 627  | 513  | 501  | 504  |

| 1962 | 1968 | 1975 | 1982  | 1990  | 1999  | 2005  | 2006  | 2010  |
| ---- | ---- | ---- | ----- | ----- | ----- | ----- | ----- | ----- |
| 523  | 555  | 574  | 1 017 | 1 329 | 1 754 | 2 096 | 2 093 | 2 156 |

| 2015  | 2020  | 2022  | - | - | - | - | - | - |
| ----- | ----- | ----- | - | - | - | - | - | - |
| 2 319 | 2 839 | 2 952 | - | - | - | - | - | - |

## Activités économiques
- Viticulture : Les vins de Saint-Drézéry (AOC) (classé en AOC Languedoc) ;
- Le domaine viticole de château Puech-Haut.

## Économie

### Revenus
En 2018, la commune compte 1 012 ménages fiscaux, regroupant 2 751 personnes. La médiane du revenu disponible par unité de consommation est de 25 480 € (20 330 € dans le département). 61 % des ménages fiscaux sont imposés (45,8 % dans le département).

### Emploi
|                | 2008   | 2013   | 2018  |
| -------------- | ------ | ------ | ----- |
| Commune        | 6 %    | 9,6 %  | 7,3 % |
| Département    | 10,1 % | 11,9 % | 12 %  |
| France entière | 8,3 %  | 10 %   | 10 %  |

En 2018, la population âgée de 15 à 64 ans s'élève à 1 666 personnes, parmi lesquelles on compte 81,9 % d'actifs (74,6 % ayant un emploi et 7,3 % de chômeurs) et 18,1 % d'inactifs,. Depuis 2008, le taux de chômage communal (au sens du recensement) des 15-64 ans est inférieur à celui de la France et du département.
La commune fait partie de la couronne de l'aire d'attraction de Montpellier, du fait qu'au moins 15 % des actifs travaillent dans le pôle,. Elle compte 292 emplois en 2018, contre 311 en 2013 et 233 en 2008. Le nombre d'actifs ayant un emploi résidant dans la commune est de 1 260, soit un indicateur de concentration d'emploi de 23,2 % et un taux d'activité parmi les 15 ans ou plus de 65,9 %.
Sur ces 1 260 actifs de 15 ans ou plus ayant un emploi, 157 travaillent dans la commune, soit 12 % des habitants. Pour se rendre au travail, 89,4 % des habitants utilisent un véhicule personnel ou de fonction à quatre roues, 2,4 % les transports en commun, 4,4 % s'y rendent en deux-roues, à vélo ou à pied et 3,8 % n'ont pas besoin de transport (travail au domicile).

### Activités hors agriculture

#### Secteurs d'activités
247 établissements sont implantés  à Saint-Drézéry au 31 décembre 2019. Le tableau ci-dessous en détaille le nombre par secteur d'activité et compare les ratios avec ceux du département,.
| Secteur d'activité                                                                                        | Commune | Commune | Département |
| Secteur d'activité                                                                                        | Nombre  | %       | %           |
| --- | ------- | ------- | ----------- |
| Ensemble                                                                                                  | 247     | 100 %   | (100 %)     |
| Industrie manufacturière, industries extractives et autres                                                | 9       | 3,6 %   | (6,7 %)     |
| Construction                                                                                              | 52      | 21,1 %  | (14,1 %)    |
| Commerce de gros et de détail, transports, hébergement et restauration                                    | 39      | 15,8 %  | (28 %)      |
| Information et communication                                                                              | 8       | 3,2 %   | (3,3 %)     |
| Activités financières et d'assurance                                                                      | 13      | 5,3 %   | (3,2 %)     |
| Activités immobilières                                                                                    | 11      | 4,5 %   | (5,3 %)     |
| Activités spécialisées, scientifiques et techniques et activités de services administratifs et de soutien | 50      | 20,2 %  | (17,1 %)    |
| Administration publique, enseignement, santé humaine et action sociale                                    | 40      | 16,2 %  | (14,2 %)    |
| Autres activités de services                                                                              | 25      | 10,1 %  | (8,1 %)     |

Le secteur de la construction est prépondérant sur la commune puisqu'il représente 21,1 % du nombre total d'établissements de la commune (52 sur les 247 entreprises implantées  à Saint-Drézéry), contre 14,1 % au niveau départemental.

#### Entreprises et commerces
Les cinq entreprises ayant leur siège social sur le territoire communal qui génèrent le plus de chiffre d'affaires en 2020 sont : 
- Puech Haut, commerce de gros (commerce interentreprises) de boissons (19 014 k€) ;
- SASU Transacap, commerce de gros (commerce interentreprises) non spécialisé (1 912 k€) ;
- MGB Gestion, activités des sociétés holding (887 k€) ;
- Ad Invest, services administratifs combinés de bureau (204 k€) ;
- Anahi.b, réparation d'articles d'horlogerie et de bijouterie (158 k€).

### Agriculture
La commune est dans le « Soubergues », une petite région agricole occupant le nord-est du département de l'Hérault. En 2020, l'orientation technico-économique de l'agriculture  sur la commune est la viticulture.
|               | 1988 | 2000 | 2010 | 2020 |
| ------------- | ---- | ---- | ---- | ---- |
| Exploitations | 55   | 22   | 20   | 13   |
| SAU (ha)      | 446  | 314  | 797  | 457  |

Le nombre d'exploitations agricoles en activité et ayant leur siège dans la commune est passé de 55 lors du recensement agricole de 1988  à 22 en 2000 puis à 20 en 2010 et enfin à 13 en 2020, soit une baisse de 76 % en 32 ans. Le même mouvement est observé à l'échelle du département qui a perdu pendant cette période 67 % de ses exploitations,. La surface agricole utilisée sur la commune est restée relativement stable, passant de 446 ha en 1988 à 457 ha en 2020. Parallèlement la surface agricole utilisée moyenne par exploitation a augmenté, passant de 8 à 35 ha.

## Culture locale et patrimoine

### Lieux et monuments
- Le château du XVIIe siècle ;
- Le parc du Château : le parc, aujourd'hui municipal, a été acquis par la commune, en 1950, grâce à la réalisation d'un emprunt contracté auprès des habitants de Saint-Drézéry.

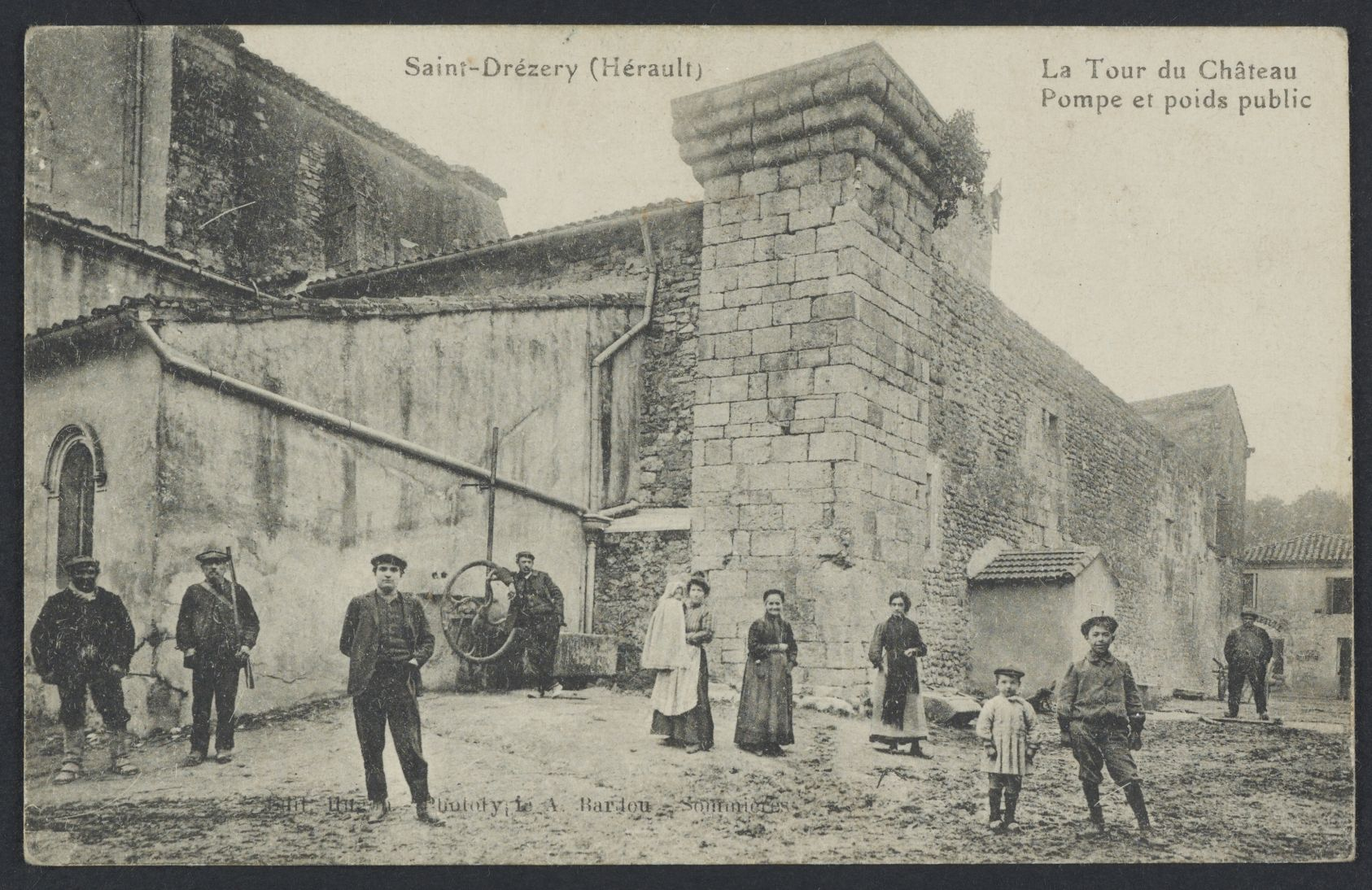
La tour du château, pompe et poids public : carte postale (1re moitié du XXe siècle).

### L'église Saint-DidierduXIIesiècle
De l'église primitive, construite au XIIe siècle, il ne reste que la nef, devenue le chœur actuel (en 1455 le chœur, le couvert et un mur latéral se sont écroulés). Elle fut agrandie en 1851 sur l'emplacement de l'ancien cimetière.
- La nef gauche : l'autel du Saint-Sacrement est une œuvre contemporaine. Le tabernacle est inséré dans une fresque de Nicolas Greschny, réalisée en 1975, qui représente la Cène. L'icône de Notre-Dame, du même auteur, fait l'objet de la vénération des paroissiens. Quant au vitrail, le plus ancien de l'église, il représente saint Didier ;
- Le chœur : au fond, une autre fresque de Greschny : Le Christ Docteur. Y sont inscrits : « Voie, Vérité et Vie » (en occitan). À droite, la croix et le Christ argenté. L'autel est en chêne massif, une croix du Languedoc y est sculptée. L'ambon est constitué de l'ancien motif de la chaire de vérité, à savoir l'Annonciation ;
- La nef de droite : y figure la troisième fresque de Nicolas Greschny, inspirée par le chapitre 12 de l'Apocalypse. Faisant le pendant de l'autel du Saint-Sacrement, le baptistère, réalisé selon la même conception ;
- L'orgue : électronique, de marque Viscount (en), il a été complété par M. Edmond Grand. De part et d'autre du chœur, appuyées sur deux piliers de l'église, six enceintes acoustiques asservies : en bas, deux correspondent aux jeux du pédalier, celles du milieu aux jeux du premier clavier, celles du haut au positif. Au fond du chœur, derrière l'autel, un caisson de basses, lui aussi asservi, permet de simuler des tuyaux de 32 pieds, conférant à cet instrument une excellente sonorité. Cet orgue fut béni dans les années 90 par l'abbé De Bock, curé de la paroisse ;
- La cloche : fondue le 27 octobre 1776 par le sieur Poutignon, maître fondeur à Montpellier. Son poids s'élève à « six quintaux et soixante-quatorze livres ». Elle fut bénie le 9 février 1779 par monsieur le curé Bigorre. On lui imposa alors les noms de Saint-Paul et de Sainte-Marguerite. Y est inscrite cette devise, extraite du psaume CII : « In conveniendo populos in unum et reges ut serviant domina » : « Au son de cette cloche, les peuples et les rois s'assembleront pour servir le Seigneur ». Les noms de monsieur Bigorre, curé, de la marraine et de Jean Ribeyrolles sont inscrits à côté de cette devise[27] ;
- Le Cimetière actuel : fut béni le 10 mai 1852, par monsieur l'abbé Maraval, curé de Saint-Drézéry[28].

### Personnalités liées à la commune
- Jean-Jacques-Régis de Cambacérès, homme politique français ;
- Ricoune, auteur-compositeur-interprète ;
- Louis de La Roque, historien.